# Kerstin Gleba
Kerstin Gleba (* 18. März 1969 in Langenfeld) ist seit 2019 Verlegerin des Verlags Kiepenheuer & Witsch.

## Leben
Gleba studierte Amerikanistik/Anglistik, Romanistik und Germanistik in Düsseldorf und Lausanne. Sie übersetzte Russell Banks und V. S. Naipaul. Seit 1995 arbeitete sie im Lektorat von Kiepenheuer & Witsch, von 1996 bis 2002 als Programmverantwortliche für die KiWi-Reihe; von 2002 bis 2018 als Cheflektorin für Belletristik. Seit 1. Januar 2019 leitet sie als verlegerische Geschäftsführerin den Verlag Kiepenheuer & Witsch. Sie ist Mitgründerin des PEN Berlin.

## Werke
- Herausgeberin mit Eckhard Schumacher: POP: Seit 1964. Kiepenheuer & Witsch, Köln 2007, ISBN 978-3-462-03695-4.
- Herausgeberin mit Rudolf Spindler: Freistunde: Schüler erzählen von ihrem Leben nach dem Stundenplan. Kiepenheuer & Witsch, Köln 1999, ISBN 3-462-02849-9.